# Ichneumon mussii
Ichneumon mussii là một loài tò vò trong họ Ichneumonidae.